# Chile na Mistrzostwach Świata w Lekkoatletyce 2009
Chile na Mistrzostwach Świata w Lekkoatletyce 2009 – reprezentacja Chile podczas czempionatu w Berlinie liczyła 4 zawodników. Żaden z reprezentantów tego południowoamerykańskiego kraju nie zdobył medalu mistrzostw świata.

## Występy reprezentantów Chile

### Mężczyźni
- Chód na 20 km
  - Yerko Araya z czasem 1:24:49 zajął 29. miejsce

- Rzut oszczepem
  - Ignacio Guerra nie zaliczył żadnej próby w eliminacjach

### Kobiety
- Maraton
  - Clara Morales ostatecznie nie wystartowała

- Pchnięcie kulą
  - Natalia Ducó z wynikiem 17,61 zajęła 19. miejsce w eliminacjach i nie awansowała do finału